# Damasonium californicum
Damasonium californicum (лат.) — многолетнее травянистое растение; вид рода Звездоплодник (Damasonium) семейства Частуховые (Alismataceae).

## Описание
Calyptridium umbellatum — это многолетнее травянистое растение с жёстким стеблем. Может расти погружённым в воду или на илистых или влажных почвах. Достигает 20–45 см над водой. Базальные листья узкие, состоящие из тонкой пластины, 2,5–7,5 см длиной на конце длинного черешка. Соцветие появляется на конце каждого из нескольких длинных цветоносов. Цветок с тремя белыми или розовыми лепестками. Лепестки с зубчатыми или бахромчатыми концами и иногда жёлтым пятном у основания. В центре цветка шесть коротких тычинок. Узкие плоды внутри развиваются в плоские клювовидные семянки, несколько семянок собраны в звездообразный пучок. 

## Ареал и местообитание
D. californicum встречается во влажной среде на западе США, включая штаты Вашингтон, Орегон, северную Калифорнию, Айдахо, Неваду и Монтану. Обитает в прудах, на берегах рек и в весенних лужах.